# 瑪麗·A·麥克盧爾
瑪麗·A·麥克盧爾·畢比（英語：Mary A. McClure Bibby；1939年4月21日—2016年7月2日），是美國的共和黨政治人物，前南达科他州参议院議員和前總統乔治·赫伯特·沃克·布什的政府間事務總統特別助理。

## 生平
麥克盧爾於南达科他州米尔班克出生，長大後於南達科塔大學獲得文學士，之後參與福布莱特计划入讀曼彻斯特大学，也在1980年於雪城大學取得公共管理碩士。
最初麥克盧爾擔任教師，1974年－1979年間他以共和黨黨籍當選為南达科他州參议院第五選區代表議員，其中在1979年－1989年擔任州參议院臨時議長。擔任州參議員期間，她曾在1982年－1985年及1988年兩度成為立法研究委員會與各州議會全國會議成員；也曾於1986年擔任南達科他州議會教育委員會主席及1987年擔任南達科他州議會政府運作委員會主席。
1989年，麥克盧爾辭去州參議員職務，擔任總統乔治·赫伯特·沃克·布什的政府間事務總統特別助理。到2016年7月2日，她在明尼蘇達州斯派塞因小细胞癌病逝。